# Уллоа, Пьетро
Пье́тро Кала́ Улло́а, граф ди Ла́урия (итал. Pietro Calà Ulloa, duca di Lauria, иногда Ульоа, в связи с испанским происхождением фамилии; 15 февраля 1801, Неаполь — 21 мая 1879, Неаполь) — итальянский государственный деятель, юрист, литератор, последний премьер-министр Королевства обеих Сицилий. Брат Антонио и Джироламо Уллоа.

## Биография
Потомок испанского юриста Феликса Лансина-и-Ульоа, перебравшегося в Неаполитанское королевство в 1653 году для того, чтобы возглавить таможню в Фодже, а с 1668 г. до своей смерти в 1703 г. возглавлявшего Священный королевский совет — верховное судебное учреждение королевства, и получившего в 1699 году титул графа Лаурии.
Окончил Королевскую военную школу «Нунциателла», в 1821 году во время Неаполитанской революции находился в действующей армии, рассеянной австрийскими войсками. Затем изучал литературу и право, с 1829 года был преподавателем красноречия в военной школе, выступал как адвокат и публицист. В 1836 году получил должность судьи в Авеллино, а в декабре 1837 года был направлен на должность прокурора в Трапани. В этом качестве в 1838 году написал министру юстиции Никола Паризио докладную записку, которая считается первым описанием деятельности сицилийской мафии. С 1846 г. генеральный прокурор Аквилы, затем с 1847 г. в той же должности в Авеллино, а в 1851—1854 гг. в Трани.
Осенью 1860 года, когда сражавшиеся за объединение Италии войска Джузеппе Гарибальди уже захватили Сицилию и вступили на территорию континентальной части королевства, принял от короля Франциска II, уже покинувшего столицу, должность премьер-министра. Исполнял обязанности главы правительства при Франциске в период осады его гарибальдийскими войсками в крепости Гаэта, а после капитуляции Гаэты в феврале 1861 года последовал за королём в изгнание в Рим и до 1870 года возглавлял правительство в изгнании, после чего вернулся в Неаполь.

## Творчество
В молодости опубликовал несколько работ по географии, в том числе написанную вместе с братом Антонио книгу «О Бискайе и Наварре: краткое физико-статистическое описание и некоторые исторические соображения» (итал. Delle Biscaglie e della Navarra: breve descrizione fisico-statistica ed alcune considerazioni storiche; 1835). Затем напечатал ряд трудов по юриспруденции, среди которых монография «Об отправлении уголовного правосудия в Неаполитанском королевстве» (итал. Dell'amministrazione della giustizia criminale nel regno di Napoli; 1835), сопоставлявшая неаполитанскую практику с опытом других европейских стран, исторический обзор «О превратностях и развитии уголовного права в Италии» (итал. Delle vicissitudini e de' progressi del dritto penale in Italia; 1837, второе издание 1842) и сборник речей на правовые темы (итал. Discorsi intorno a leggi dottrine statistiche e giudizi penali; 1849). В 1850-е гг. занимался новейшей и древней историей, в результате чего появилась, с одной стороны, монография «О влиянии христианства на уголовное право римлян» (итал. Dell'influenza del cristianesimo sul diritto penale dei Romani; 1855), а с другой — книга о событиях 1848—1849 гг. «Революция в Неаполитанском королевстве» (итал. Rivoluzione del reame di Napoli; 1860), написанная с жёстких антилиберальных позиций. Кроме того, в 1858—1859 гг. опубликовал по-французски двухтомный обзор новейшей литературы Неаполя (фр. Pensées et souvenirs sur la littérature contemporaine du royame de Naples).
После того, как Королевство обеих Сицилий, которому Уллоа оставался верен до конца, перестало существовать, он напечатал серию работ об отдельных его заметных деятелях, в том числе книгу о пытавшемся провести в королевстве либеральные реформы Карло Филанджери (итал. Di Carlo Filangieri nella storia de' nostri tempi; 1876), в которой Уллоа отдаёт должное Филанджери не только как политику, но и как культурно-политическому и экономическому мыслителю. Воспоминания и дневники Уллоа о римском периоде его жизни собраны и опубликованы историком Джино Дориа в 1928 году в томе «Король в изгнании: двор Франциска II в Риме в 1861—1870 гг.» (итал. Un re in esilio: la corte di Francesco II a Roma dal 1861 al 1870). Особое значение имеют сочинения Уллоа 1860-х гг., в которых излагается альтернативная модель итальянского государства — федеративная, основанная на признании особенностей разных регионов страны: это книги «Объединение, а не единство Италии» (фр. L' union et non pas l'unité de l'Italie; Рим, 1867, издана по-итальянски в 1998 году) и «Отречение, раздел и конфедерализация Италии» (итал. L'abdicazione, la partizione e la confederazione italiana; 1868, переиздана в 2008 году под редакцией Антонио Бочча в составе его книги «Пьетро Кала Уллоа: первоначальное федералистское предложение последнего премьер-министра Обеих Сицилий», итал. Pietro Calà Ulloa — L'originale proposta federalista dell'ultimo Premier delle Due Sicilie).